# Casuarinaceae
Ordre
Famille
Classification APG III (2009)
Les Casuarinacées sont une famille de plantes dicotylédones de l'ordre des Fagales ; elle comprend 60-100 espèces réparties en trois ou quatre genres selon les auteurs.

## Étymologie
Le nom vient du genre type Casuarina dérivé de kasuari, mot malais désignant le casoar, en référence à la similitude entre les rameaux pendants de la plante et les plumes de l'oiseau .

## Classification
La Classification de Cronquist attritbue à cette famille l'ordre particulier des Casuarinales.
La classification phylogénétique la place dans l'ordre des Fagales.

## Caractéristiques générales
Ce sont des arbres ou des arbustes, à l'aspect de prêles, à feuilles très réduites, des régions tempérées à tropicales originaire d'Australie, de Malaisie, de Nouvelle-Calédonie et d'autres îles de l'hémisphère sud.
Les Casuarinaceae peuvent former des symbioses avec des bactéries filamenteuses (actinomycètes) fixatrices d'azote du genre Frankia aboutissant à la formation de nodosités racinaires: les actinorhizes.

## Utilisation
Certaines espèces sont recherchées pour leur bois alors que d'autres sont cultivées comme plantes d'ornement.
Le filao (Casuarina equisetifolia L.) est sans doute l'arbre le plus représentatif de cette famille.

## Liste des genres
Selon Angiosperm Phylogeny Website (30 mai 2010), NCBI (30 mai 2010) et DELTA Angio (30 mai 2010) :
- Allocasuarina L.A.S.Johnson
- Casuarina L.
- Ceuthostoma L.A.S.Johnson
- Gymnostoma L.A.S.Johnson

Selon ITIS (30 mai 2010) :
- Casuarina Rumph. ex L.

## Liste des espèces
Selon NCBI (30 mai 2010) :
- genre Allocasuarina
  - Allocasuarina acutivalvis
  - Allocasuarina brachystachya
  - Allocasuarina campestris
  - Allocasuarina corniculata
  - Allocasuarina crassa
  - Allocasuarina decaisneana
  - Allocasuarina decussata
  - Allocasuarina dielsiana
  - Allocasuarina diminuta
  - Allocasuarina distyla
  - Allocasuarina duncanii
  - Allocasuarina emuina
  - Allocasuarina eriochlamys
  - Allocasuarina fibrosa
  - Allocasuarina fraseriana
  - Allocasuarina glareicola
  - Allocasuarina globosa
  - Allocasuarina grampiana
  - Allocasuarina grevilleoides
  - Allocasuarina gymnanthera
  - Allocasuarina helmsii
  - Allocasuarina huegeliana
  - Allocasuarina humilis
  - Allocasuarina inophloia
  - Allocasuarina lehmanniana
  - Allocasuarina littoralis
  - Allocasuarina luehmannii
  - Allocasuarina mackliniana
  - Allocasuarina media
  - Allocasuarina microstachya
  - Allocasuarina misera
  - Allocasuarina monilifera
  - Allocasuarina muelleriana
  - Allocasuarina nana
  - Allocasuarina ophiolitica
  - Allocasuarina paludosa
  - Allocasuarina paradoxa
  - Allocasuarina pinaster
  - Allocasuarina portuensis
  - Allocasuarina pusilla
  - Allocasuarina rigida
  - Allocasuarina rupicola
  - Allocasuarina scleroclada
  - Allocasuarina simulans
  - Allocasuarina spinosissima
  - Allocasuarina tessellata
  - Allocasuarina thalassoscopica
  - Allocasuarina thuyoides
  - Allocasuarina tortiramula
  - Allocasuarina torulosa
  - Allocasuarina trichodon
  - Allocasuarina verticillata
  - Allocasuarina zephyrea
- genre Casuarina
  - Casuarina collina
  - Casuarina cristata
  - Casuarina cunninghamiana
  - Casuarina equisetifolia
  - Casuarina glauca
  - Casuarina glauca × Casuarina equisetifolia
  - Casuarina junghuhniana
  - Casuarina obesa
  - Casuarina oligodon
  - Casuarina parapotamia
  - Casuarina pauper
  - Casuarina riparia
  - Casuarina stricta
  - Casuarina timorensis
  - Casuarina sp. Abe s.n.
- genre Ceuthostoma
  - Ceuthostoma palawanense
  - Ceuthostoma terminale
- genre Gymnostoma
  - Gymnostoma australianum
  - Gymnostoma chamaecyparis
  - Gymnostoma deplancheanum
  - Gymnostoma glaucescens
  - Gymnostoma intermedium
  - Gymnostoma leucodon
  - Gymnostoma mesostrobilum
  - Gymnostoma nobile
  - Gymnostoma nodiflorum
  - Gymnostoma papuanum
  - Gymnostoma poissonianum
  - Gymnostoma sumatranum
  - Gymnostoma webbianum